# Diligence

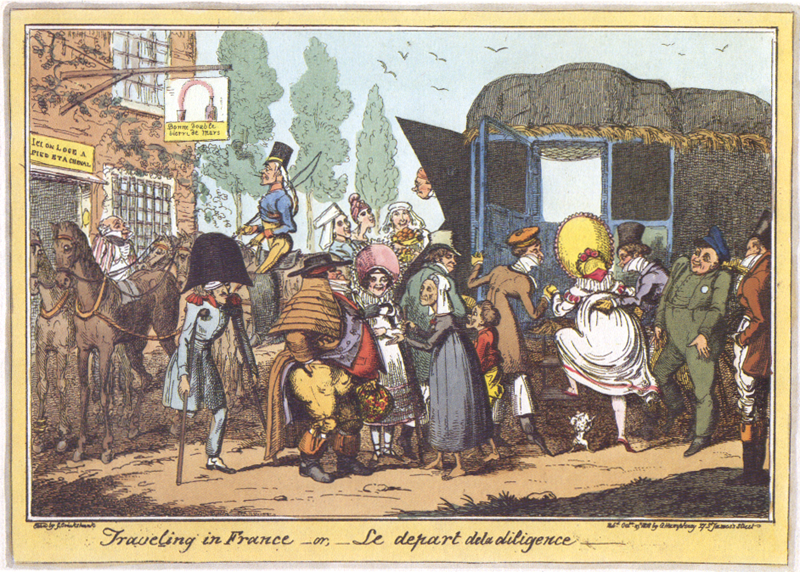
Vertrek van de diligence

Een diligence is een goed geveerde postkoets voor personenvervoer.
Tot de 20e eeuw waren wegen over het algemeen niet meer dan karrensporen. Verharde wegen (straatwegen of steenwegen) waren een uitzondering. Wielbanden waren van hout of van staal, de rubberband werd pas in 1841 uitgevonden. 
Reizen in een door paarden getrokken wagen betekende dat men flink door elkaar geschud werd en - zeker bij een lange reis - geradbraakt aankwam. Er bestond derhalve de wens te komen tot een betere vering. Na de uitvinding van de koets die het reizen voor de elite een stuk prettiger maakte, ontstond in de 18e eeuw de diligence voor algemeen gebruik.

## Afbeeldingen

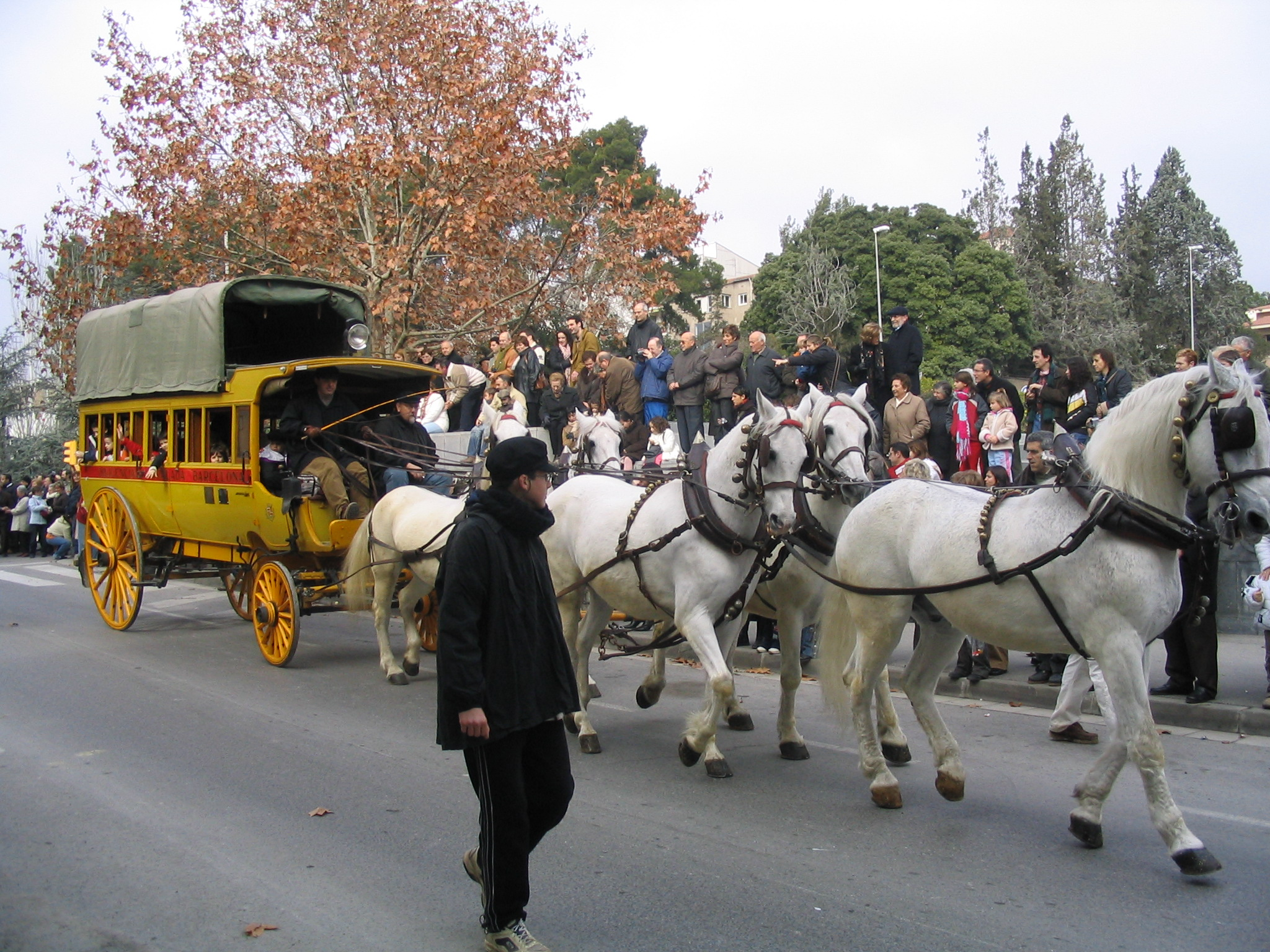
Spaanse diligence met vijf schimmels
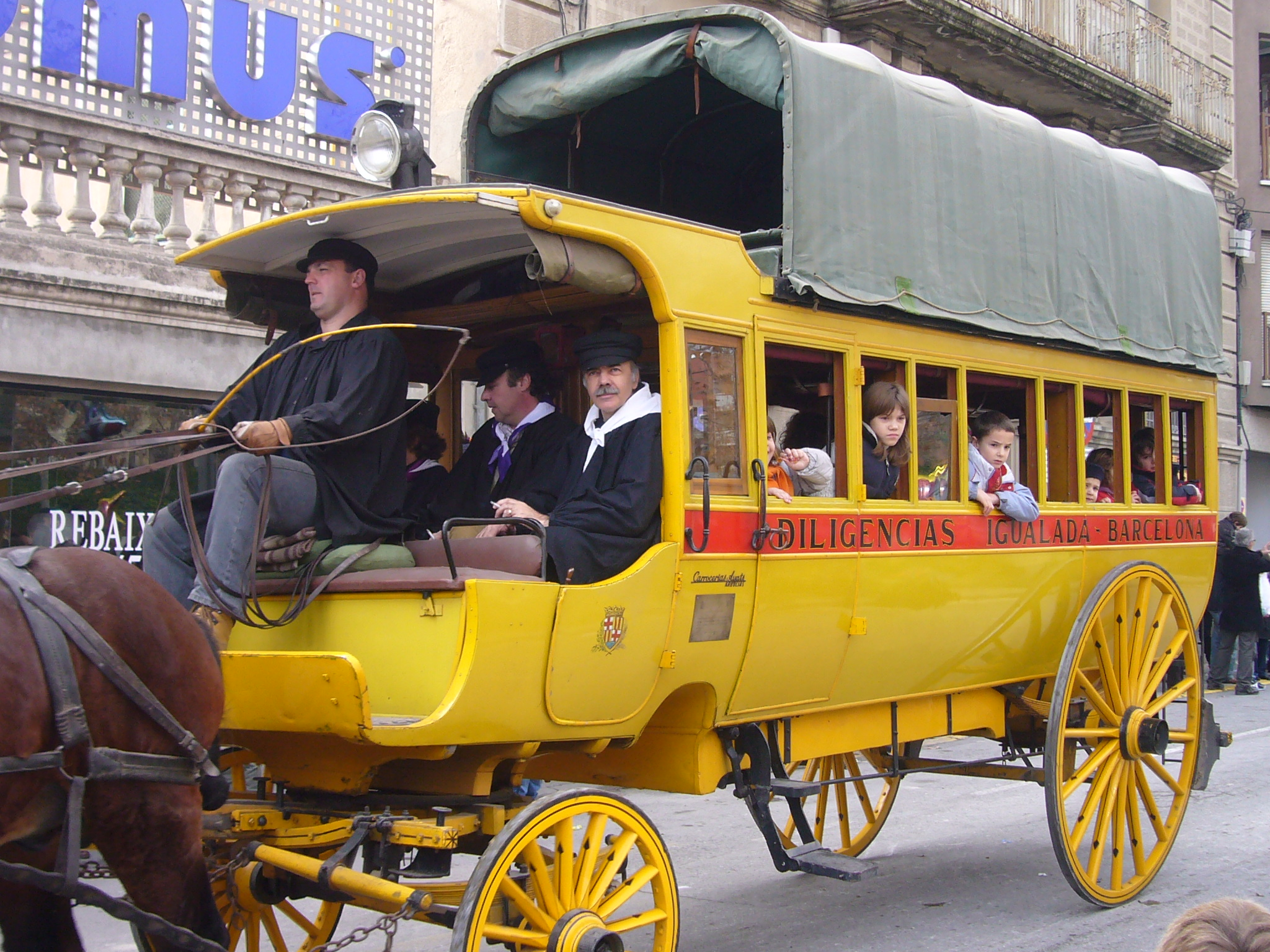
Spaanse diligence, type omnibus
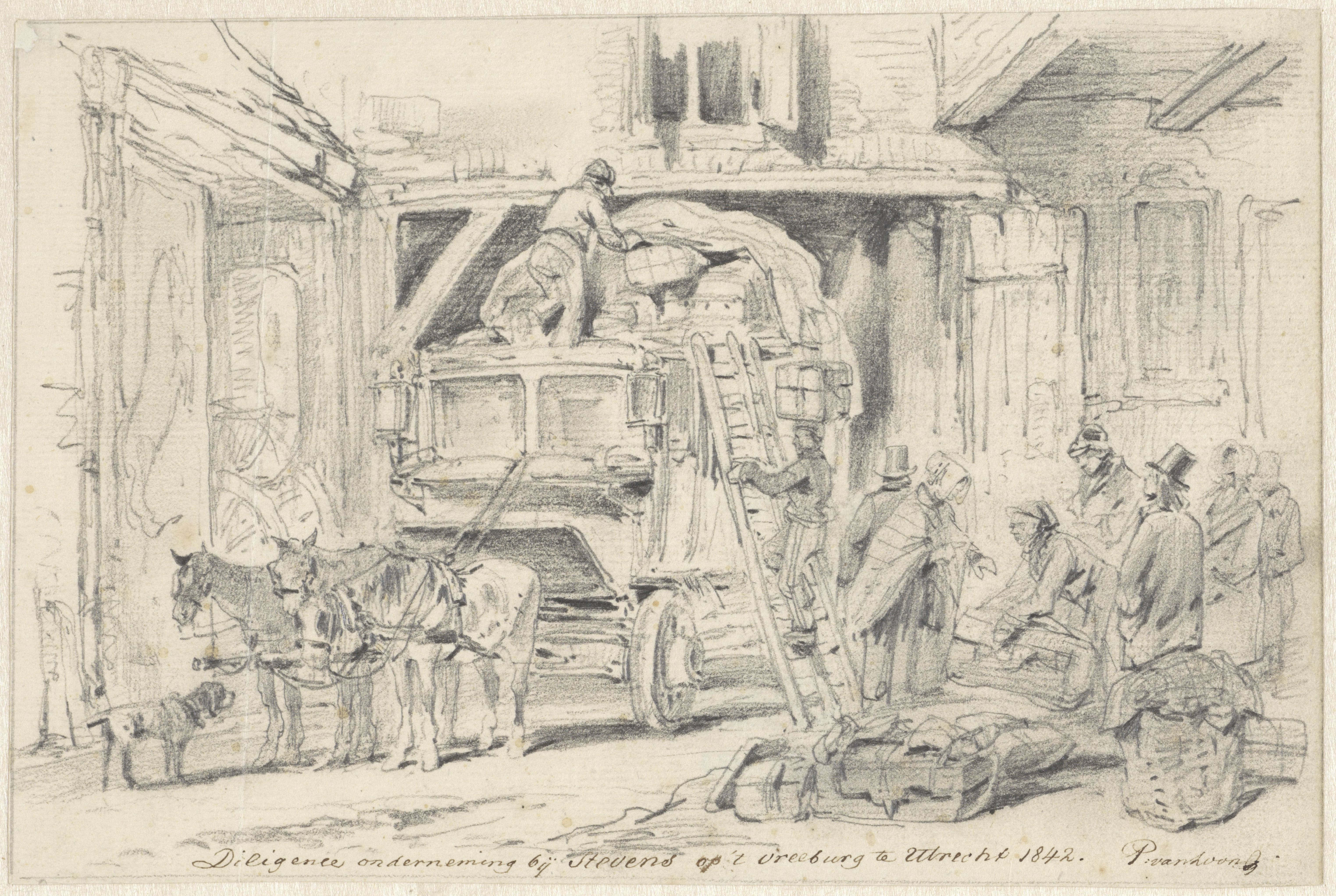
Opladen van een diligence in Utrecht, 1842
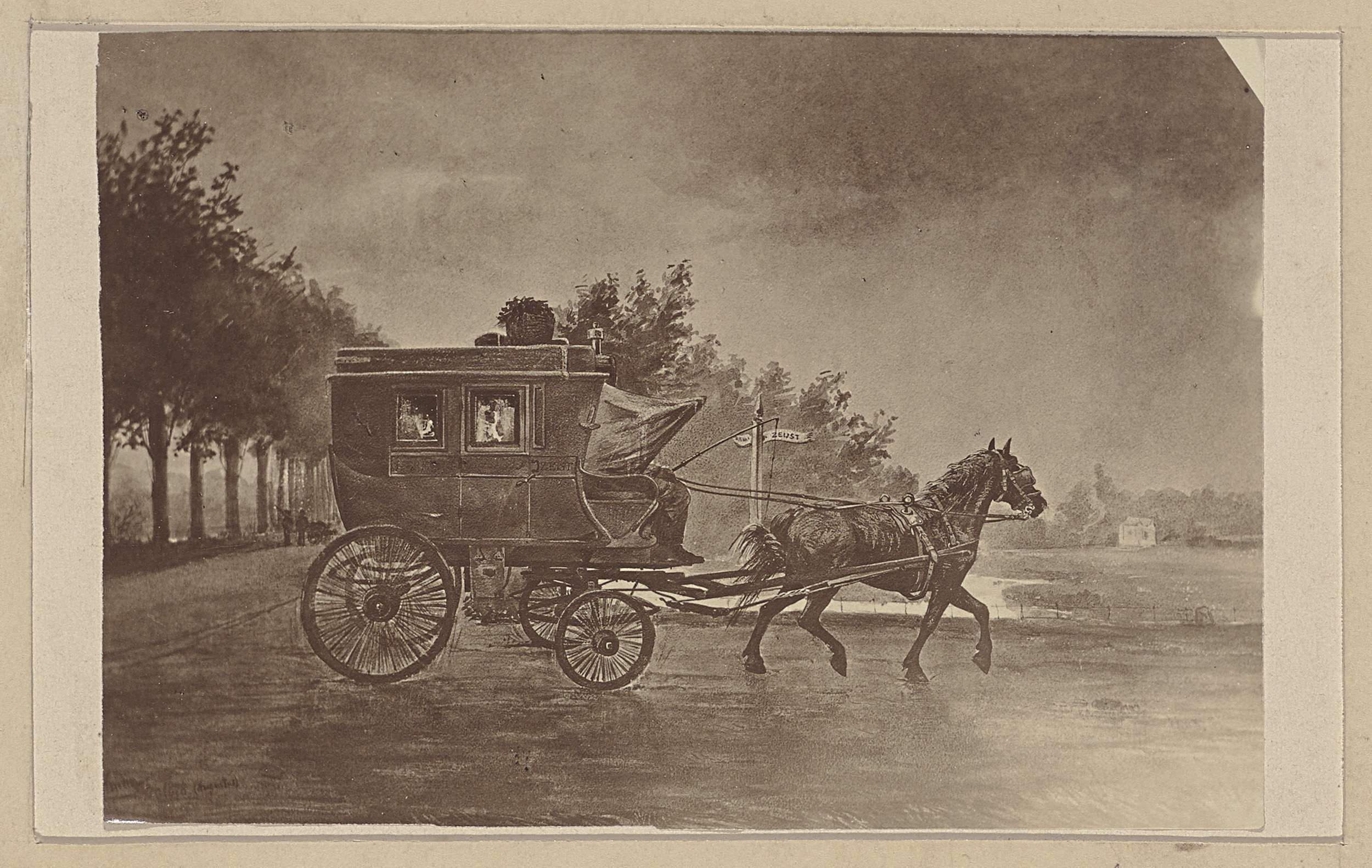
Het 'Wagentje van Dieges' tussen Utrecht en Zeist, 1879